# Muscoli sottoioidei
I muscoli sottoioidei sono quattro muscoli del collo, pari e simmetrici, che occupano la regione posta sotto all'osso ioide.
Questi quattro muscoli fungono da depressori dell'osso ioide e della laringe durante la deglutizione e l'eloquio.

## Muscoli
I muscoli sono:
| Muscoli        | Origine                       | Inserzione           |
| Sternotiroideo | sterno                        | cartilagine tiroidea |
| Sternoioideo   | sterno                        | osso ioide           |
| Tiroioideo     | cartilagine tiroidea          | osso ioide           |
| Omoioideo      | bordo superiore della scapola | osso ioide           |

Nell'ambito della regione anteriore del collo, il muscolo sternoioideo e il muscolo omoioideo vanno a sistemarsi in una zona più superficiale rispetto al muscolo sternotiroideo e al muscolo tiroioideo.

## Innervazione
Tutti i muscoli sottoioidei sono innervati dall'ansa cervicale del plesso cervicale (C1-3), eccetto il muscolo tiroioideo che è innervato dal nervo ipoglosso (XII).